# Peter Munguti Makau
Peter Munguti Makau IMC (ur. 6 maja 1975 w Nairobi) – kenijski duchowny katolicki, biskup koadiutor Isiolo w 2024, biskup diecezjalny Isiolo od 2024.  

## Życiorys
Święcenia kapłańskie otrzymał 20 listopada 2004 w zgromadzeniu Misjonarzy Matki Bożej Pocieszenia. Po święceniach został proboszczem zakonnej parafii w wenezuelskiej miejscowości Carapita. W latach 2014–2019 był przełożonym wenezuelskiej delegatury, a w kolejnych latach kierował kenijsko-ugandyjską prowincją zakonną.
4 maja 2024 papież Franciszek mianował go biskupem koadiutorem Isiolo. Sakry biskupiej udzielił mu 27 lipca 2024 nuncjusz apostolski w Kenii i Sudanie Południowym, arcybiskup Hubertus van Megen.    
28 września 2024 objął rządy w diecezji, po przejściu poprzednika na emeryturę.    